# Bupleurum chevalieri
Bupleurum chevalieri är en flockblommig växtart som beskrevs av Henri Chermezon. Bupleurum chevalieri ingår i släktet harörter, och familjen flockblommiga växter. Inga underarter finns listade i Catalogue of Life.